# Eurylophella bicoloroides
Eurylophella bicoloroides is een haft uit de familie Ephemerellidae. De wetenschappelijke naam van de soort is voor het eerst geldig gepubliceerd in 1938 door McDunnough.
De soort komt voor in het Nearctisch gebied.